# Підкат

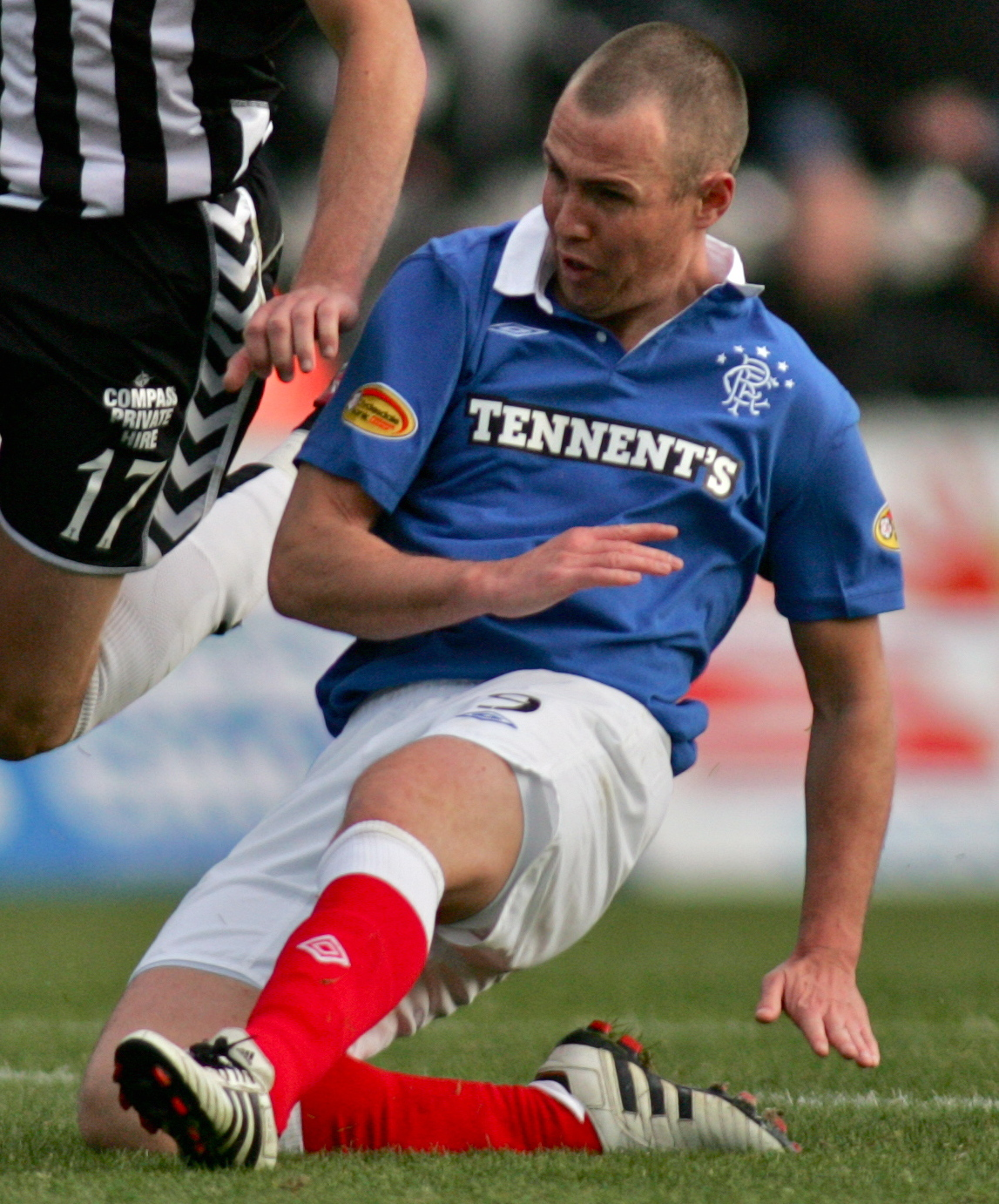
Приклад чистого підкату від Кенні Міллера.

Підкат (англ. Sliding tackle) у футболі  — спосіб відбору м'яча, при якому гравець, що захищається, під час падіння, підкочуючись, вибиває м'яч у нападника. Даний вид прийому є дуже ефективним, адже він дозволяє припинити атаку суперника.

## Технічна складова
Прийом підкату відбувається в результаті викидання гравцем ноги вперед. Таким чином, гравець як би підкочується під суперника. В основному підкатами користуються гравці лінії оборони і опорної зони, оскільки основним завданням підкату є переривання атаки суперника, за допомогою вибивання м'яча за бокову лінію, в рідкісних випадках гравцеві вдається зберегти м'яч після підкату.
Підкат в футболі це не тільки технічний прийом, а й атлетичний, адже для його виконання потрібно мати хорошу фізичну підготовку. Підкат здійснюється або шпагатом, з двома витягнутими ногами, або напівшпагаті з одного витягнутою ногою, а інша зігнута в коліні.

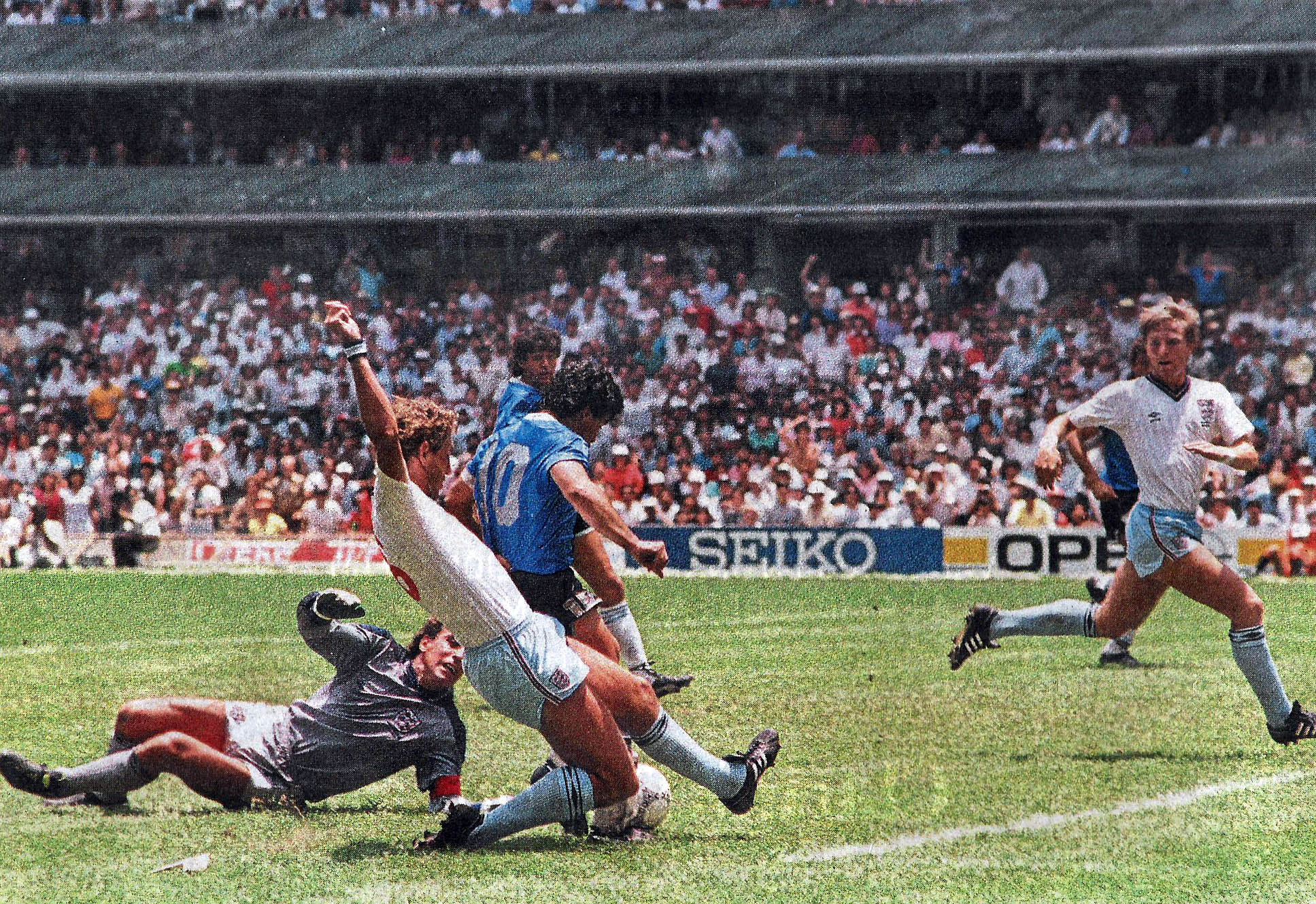
Террі Батчер йде у підкаті проти Дієго Марадони, намагаючись завалити тому забити гол століття, під час матчу чемпіонату світу 1986 року Аргентина — Англія.

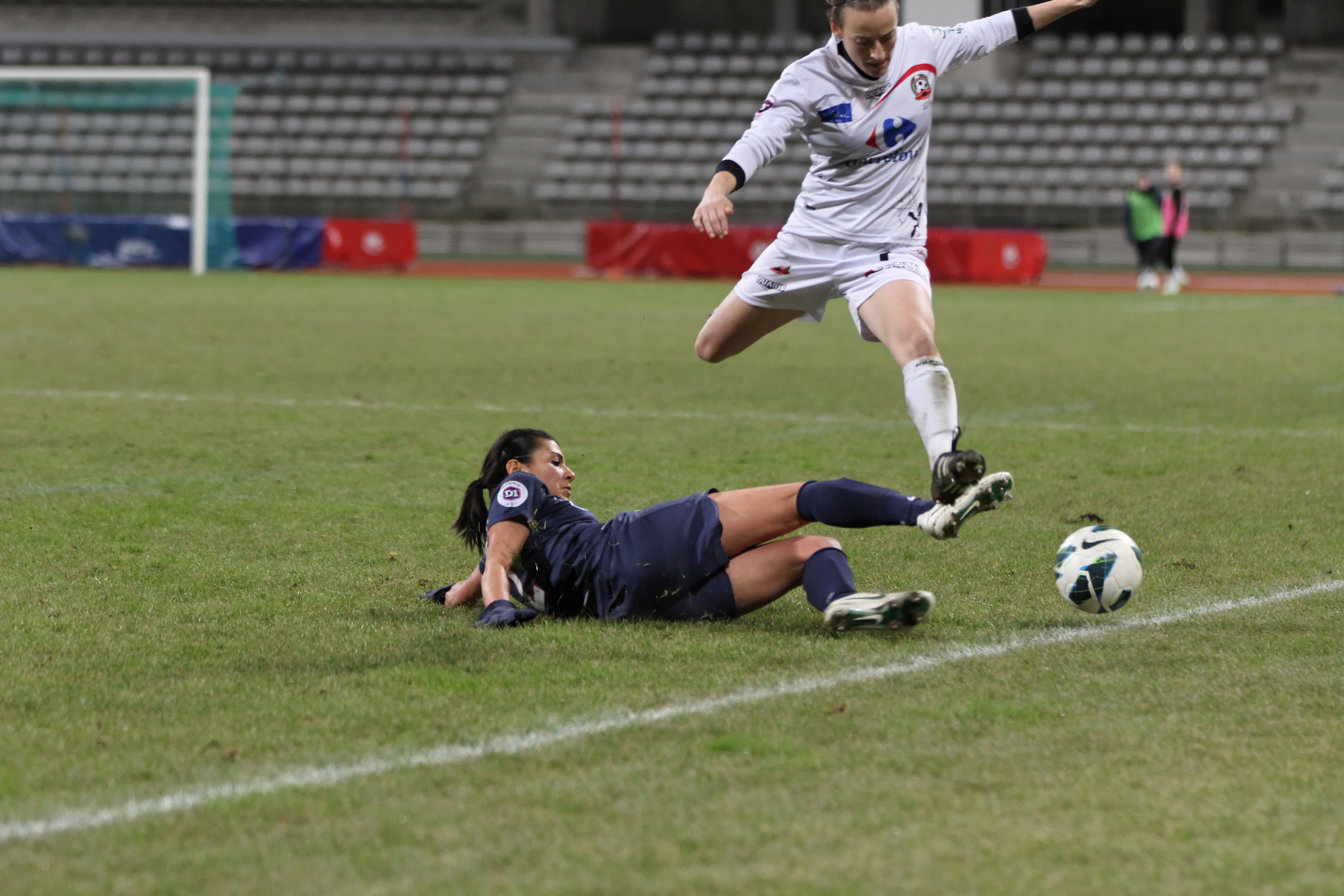
Підкат у жіночому футболі

## Порушення правил при підкатах
Підкат досить небезпечний прийом, адже часто футболісти намагаючись вибити м'яч, потрапляють по ногах суперника. У разі, коли при підкаті гравець не зміг дістатися до м'яча і зачепив ноги суперника, то у цьому випадку призначається штрафний удар і епізод, швидше за все, для автора підкату закінчиться жовтою карткою. У 2 випадках гравцеві не скупиться підкати загрожує пряма червона картка:
1. Підкат ззаду (в разі якщо гравець зачепив ноги суперника)
2. Підкат прямими ногами (навіть у випадку, якщо гравець не зачепив ноги суперника, оскільки подібний прийом сприймається як груба гра із можливістю нанести серйозне ушкодження опоненту[1][2])

## Підкати в мініфутболі
Існує думка, що підкати в мініфутболі перебувають під забороною. Насправді ж в міні футболі підкати також присутні, але на них є більш сурове, аніж у футболі, обмеження. Так, футзаліст може використовувати підкат якщо хоче дістати м'яч, який може піти за бокову лінію, при обороні і блокування удару, а також перехоплюючи передачу, коли поруч немає футболіста суперника.